# Megaselia coarctipennis
Megaselia coarctipennis är en tvåvingeart som beskrevs av Borgmeier 1962. Megaselia coarctipennis ingår i släktet Megaselia och familjen puckelflugor. Inga underarter finns listade i Catalogue of Life.